# Дар'я Атаманов
Дар'я Атаманов (англ. Daria Atamanov; івр. דריה אטמנוב нар. 6 грудня 2005, Тель-Авів)— ізраїльська гімнастка, що виступає в індивідуальній першості. Чемпіонка Європи в абсолютній першості, багаторазова призерка чемпіонатів Європи.

## Біографія
В листопаді 2024 року була призвана до лав національної армії країни.

## Спортивна кар'єра
Дідусь був спортсменом, тому дивився з онукою Олімпійські ігри та знайомив з видами спорту. До гімнастики ходила на танці, де почала робити мостики та шпагати, що дуже подобалось, тому почала відвідувати секцію художньої гімнастики в семирічному віці.
Тренується в клубі "Хапоель" в Рішон-ле-Ціон в групі Аєлет Зусман, яка виховала першу в історії Ізраїлю олімпійську чемпіонку Ліной Ашрам.

### 2020
На чемпіонаті Європи в Києві, Україна, де виступала в категорії юніорок, здобула чотири з п'яти можливих медалей: золото - в булавах, срібло - в скакалці та командних змаганнях, бронзу - в стрічці.

### 2022
На дебютному дорослому чемпіонаті Європи, який проходив в ізраїльському Тель-Авіві, сенсаційно здобула перемогу в абсолютній першості з сумою 136,900 балів, випередивши болгарську гімнастку Боряну Калейн на 1,400 бали, а також додала до командної бронзи ще три срібні медалі у вправі з обручем, булавами та стрічкою.

## Результати на турнірах
| Рік                | Змагання                   | Команда | АП |   |   |   |   |   |
| ------------------ | -------------------------- | ------- | -- | - | - | - | - | - |
| Юніорські змагання |                            |         |    |   |   |   |   |   |
| 2020               | Чемпіонат Європи           | 2       |    | 2 |   | 4 | 1 | 3 |
| Дорослі змагання   |                            |         |    |   |   |   |   |   |
| 2022               | Кубок світу. Афіни         |         | 2  |   | 1 | 2 | 2 | 1 |
| 2022               | Кубок світу. Баку          |         | 4  |   | 7 | 1 | 2 |   |
| 2022               | Чемпіонат Європи           | 3       | 1  | 2 |   | 2 | 2 |   |
| 2022               | Всесвітні ігри             |         |    | 6 | 1 | 2 | 1 |   |
| 2023               | Чемпіонат світу            | 4       | 3  |   | 5 |   | 7 |   |
| 2024               | Кубок світу. Афіни         |         | 5  | 8 | 8 |   |   |   |
| 2024               | Кубок світу. Софія         |         | 3  | 1 | 3 |   | 2 |   |
| 2024               | Кубок Європи. Баку         |         | 3  |   |   |   |   |   |
| 2024               | Чемпіонат Європи           | 3       | 19 | 7 |   |   | 8 |   |
| 2024               | Кубок виклику. Клуж-Напока |         | 3  | 1 | 5 | 3 | 7 |   |
| 2024               | Олімпійські ігри           |         | 5  |   |   |   |   |   |